# Temelucha speciosa
Temelucha speciosa là một loài tò vò trong họ Ichneumonidae.